# Charles Rouen

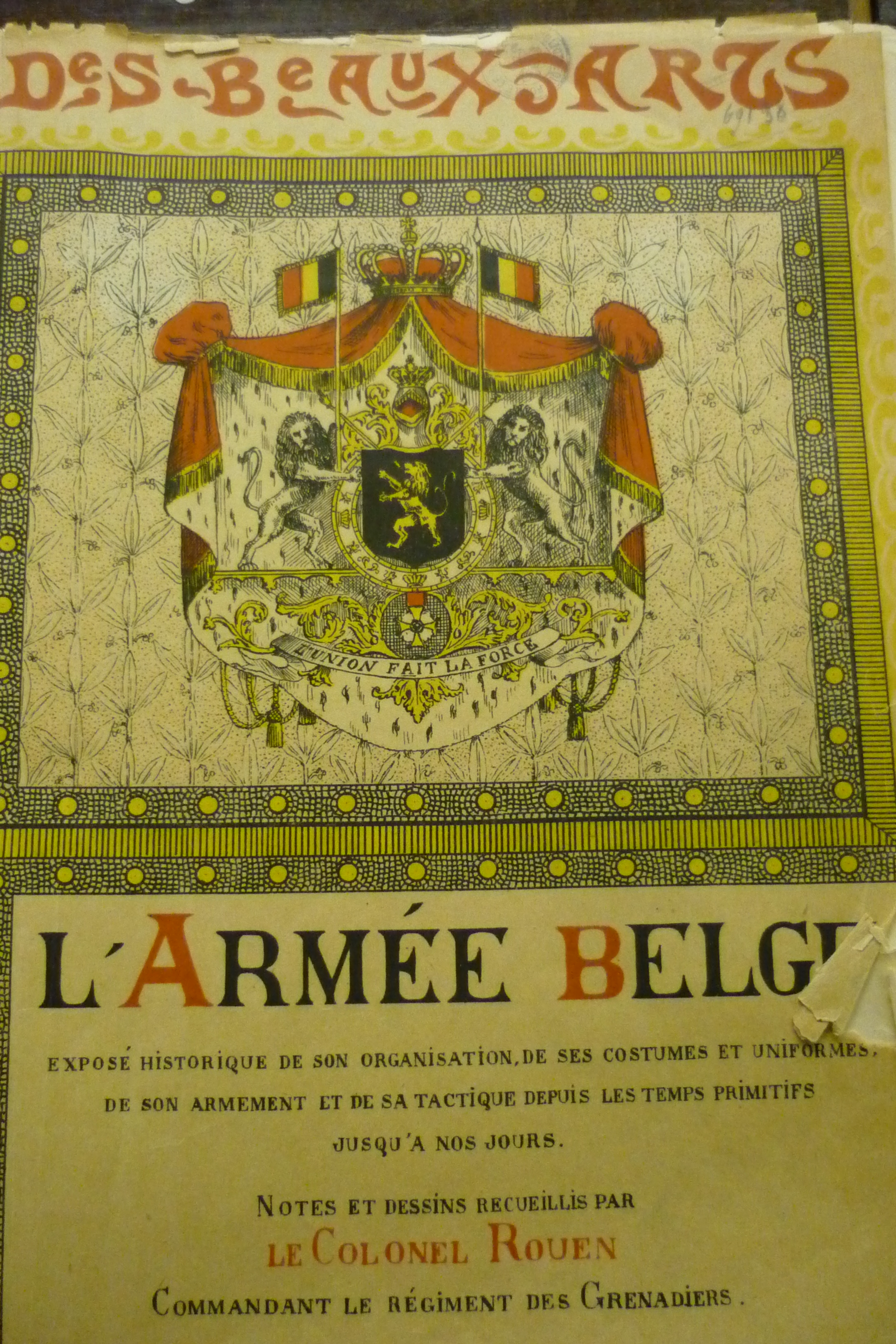
Een boek van generaal Rouen L'Armée Belge.

Charles Rouen, geboren te Antwerpen op 9 juli 1838, was een Belgisch luitenant-generaal, historicus en tekenaar.
Hij heeft veel boeken over de oorlogkunst en de militaire geschiedenis geschreven.

## Zijn publicaties
- 1896: L’Armée belge. Exposé historique de son organisation, de ses costumes et uniformes, de son armement et de sa tactique depuis les temps primitifs jusqu’à nos jours, Bruxelles, Lyon-Claesen, 1896.